# Senja Pusula
Senja Anneli Nuolikivi z d. Pusula (ur. 26 marca 1941 w Pieksämäki) – fińska biegaczka narciarska, brązowa medalistka olimpijska oraz brązowa medalistka mistrzostw świata.

## Kariera
Igrzyska w Innsbrucku w 1964 roku były jej olimpijskim debiutem. Wspólnie z Toini Pöysti i Mirją Lehtonen zdobyła brązowy medal w sztafecie 3 × 5 km. Na tych samych igrzyskach zajęła także 6. miejsce w biegu na 10 km oraz 9. miejsce w biegu na 5 km. Cztery lata później, podczas igrzysk olimpijskich w Grenoble wraz z koleżankami z reprezentacji zajęła czwarte miejsce w sztafecie. Jej najlepszym indywidualnym wynikiem było 8. miejsce w biegu na 5 km. Startowała także na igrzyskach olimpijskich w Sapporo w 1972 r., gdzie zajęła 25. miejsce w biegu na 5 km.
W 1966 roku wystartowała na mistrzostwach świata w Oslo. Zajęła tam piąte miejsce w sztafecie, a w biegach na 5 i 10 km zajęła odpowiednio 8 i 10. miejsce. Mistrzostwa świata w Vysokich Tatrach w 1970 roku były ostatnimi w jej karierze. Wraz z Heleną Takalo i Marjattą Kajosmaa zdobyła brązowy medal w sztafecie. Zajęła tam także 6. miejsce w biegu na 5 km i ponownie 10. miejsce na dystansie 10 km.
Ponadto Pusula pięciokrotnie była mistrzynią Finlandii: w biegu na 5 km w 1965 i 1966 roku oraz w biegu na 10 km w latach 1965, 1967 i 1968. W 1968 roku wygrała bieg na 5 km podczas Holmenkollen ski festival.
Jej mąż Ilpo Nuolikivi reprezentował Finlandię w kombinacji norweskiej.

## Osiągnięcia

### Igrzyska olimpijskie
| Miejsce | Dzień     | Rok  | Miejscowość | Konkurencja             | Czas biegu | Strata  | Zwyciężczyni        |
| ------- | --------- | ---- | ----------- | ----------------------- | ---------- | ------- | ------------------- |
| 6.      | 1 lutego  | 1964 | Innsbruck   | 10 km stylem klasycznym | 40:24,3    | +53,5   | Kławdija Bojarskich |
| 9.      | 5 lutego  | 1964 | Innsbruck   | 5 km stylem klasycznym  | 17:50,5    | +55,2   | Kławdija Bojarskich |
| 3.      | 7 lutego  | 1964 | Innsbruck   | Sztafeta 3 × 5 km       | 59:20,2    | +3:24,9 | ZSRR                |
| 12.     | 9 lutego  | 1968 | Grenoble    | 10 km stylem klasycznym | 36:46,5    | +2:26,0 | Toini Gustafsson    |
| 8.      | 13 lutego | 1968 | Grenoble    | 5 km stylem klasycznym  | 16:45,2    | +15,1   | Toini Gustafsson    |
| 4.      | 16 lutego | 1968 | Grenoble    | Sztafeta 3 × 5 km       | 57:30,0    | +1:15,1 | Norwegia            |
| 25.     | 9 lutego  | 1972 | Sapporo     | 5 km stylem klasycznym  | 30:13,41   | +59,43  | Galina Kułakowa     |

### Mistrzostwa świata
| Miejsce | Dzień     | Rok  | Miejscowość   | Konkurencja             | Czas biegu | Strata   | Zwyciężczyni        |
| ------- | --------- | ---- | ------------- | ----------------------- | ---------- | -------- | ------------------- |
| 8.      | 23 lutego | 1966 | Oslo          | 5 km stylem klasycznym  | 17:18,9    | +55,8    | Alewtina Kołczina   |
| 10.     | 25 lutego | 1966 | Oslo          | 10 km stylem klasycznym | 36:25,5    | +2:30,9  | Kławdija Bojarskich |
| 5.      | 27 lutego | 1966 | Oslo          | Sztafeta 3 × 5 km       | 56:04,2    | +3:16,1  | ZSRR                |
| 6.      | 16 lutego | 1970 | Wysokie Tatry | 5 km stylem klasycznym  | 18:07,89   | +44,57   | Galina Kułakowa     |
| 10.     | 18 lutego | 1970 | Wysokie Tatry | 10 km stylem klasycznym | 36:19,00   | +1:20,16 | Alewtina Olunina    |
| 3.      | 20 lutego | 1970 | Wysokie Tatry | Sztafeta 3 × 5 km       | 54:32,18   | +1:01,58 | ZSRR                |